# New York Jets 1993
La stagione 1993 dei New York Jets è stata la 24ª della franchigia nella National Football League, la 34ª complessiva. La maggiore acquisizione pre-stagionale fu il quarterback Boomer Esiason, che New York acquisì dai Cincinnati Bengals per una scelta del draft. L'annata si chiuse con un bilancio finale di 8-8 e il licenziamento del capo-allenatore Bruce Coslet, sostituito dal suo assistente Pete Carroll.

## Scelte nel Draft 1993
| Scelte dei Jets nel Draft 1993 | Scelte dei Jets nel Draft 1993 | Scelte dei Jets nel Draft 1993 | Scelte dei Jets nel Draft 1993 | Scelte dei Jets nel Draft 1993 |
| Giro                           | Scelta                         | Giocatore                      | Ruolo                          | College                        |
| ------------------------------ | ------------------------------ | ------------------------------ | ------------------------------ | ------------------------------ |
| 1                              | 4                              | Marvin Jones                   | Linebacker                     | Florida State                  |
| 2                              | 36                             | Coleman Rudolph                | Defensive End                  | Georgia Tech                   |
| 4                              | 88                             | David Ware                     | Offensive Tackle               | Virginia                       |
| 5                              | 115                            | Fred Baxter                    | Tight End                      | Auburn                         |
| 5                              | 120                            | Adrian Murrell                 | Running Back                   | West Virginia                  |
| 5                              | 129                            | Kenny Shedd                    | Wide Receiver                  | Northern Iowa                  |
| 6                              | 144                            | Richie Anderson                | Running Back                   | Penn State                     |
| 7                              | 171                            | Alec Millen                    | Offensive Tackle               | Georgia                        |
| 8                              | 200                            | Craig Hentrich                 | Punter                         | Notre Dame                     |

## Roster
| Roster dei New York Jets nel 1993 |
| --- |
| Quarterback - 7 Boomer Esiason - 8 Browning Nagle Running Back - 33 Richie Anderson - 30 Brad Baxter FB - 28 Pat Chaffey - 39 Johnny Johnson - 29 Adrian Murrell - 32 Blair Thomas Wide Receiver - 87 Chris Burkett - 82 Rob Carpenter - 89 Dale Dawkins - 81 Terance Mathis KR/PR - 85 Rob Moore Tight End - 84 Fred Baxter - 86 Johnny Mitchell - 80 James Thornton Offensive Linemen - 76 James Brown T - 66 Dave Cadigan G - 69 Jeff Criswell T - 52 Cal Dixon C - 62 Roger Duffy G - 53 Jim Sweeney C - 67 Dwayne White G Defensive Linemen - 91 Paul Frase DE/DT - 96 Mark Gunn DT/DE - 56 Jeff Lageman DE - 70 Leonard Marshall DE - 94 Scott Mersereau DT - 71 Bill Pickel DT - 97 Marvin Washington DE Linebacker - 98 Kurt Barber ILB - 50 Glenn Cadrez MLB - 59 Kyle Clifton MLB - 99 Steve DeOssie ILB - 55 Bobby Houston OLB - 54 Marvin Jones OLB - 57 Mo Lewis OLB Defensive Back - 21 Victor Green SS - 40 James Hasty CB - 25 Cliff Hicks CB - 42 Ronnie Lott FS - 26 Damon Pieri - 37 Anthony Prior CB - 22 Eric Thomas CB - 23 Marcus Turner FS/SS - 48 Brian Washington SS - 31 Lonnie Young FS Special Team - 4 Louie Aguiar P - 10 Cary Blanchard K |
| Legenda - I rookie sono in corsivo. - Il primo ruolo è il principale mentre gli eventuali successivi indicano i ruoli secondari. - (IR) sta per Injured Reserve ed indica la lista ristretta per un solo giocatore infortunato che può tornare ad allenarsi dopo la settimana 6 e a rientrare in prima squadra dopo che questa ha giocato 8 partite. - (NF-Inj.) / (NF-Ill.) stanno rispettivamente per Non-Football Injured e Non-Football Illness ed indicano le liste dove viene inserito un giocatore che ha un infortunio o una malattia non dipendente dal football americano. - (PUP) sta per Physically Unable to Perform ed indica la lista dove viene inserito un giocatore mentre è in attesa di recuperare la condizione fisica. Nella stagione regolare dopo la sesta partita giocata dalla propria squadra, il giocatore ha tempo tre settimane per riprendere ad allenarsi, più tre settimane aggiuntive dal suo rientro agli allenamenti per rientrare in prima squadra. |

## Calendario
| Stagione regolare | Stagione regolare       | Stagione regolare  | Stagione regolare                  |                    |
| Turno             | Avversario              | Risultato          | Stadio                             |                    |
| ----------------- | ----------------------- | ------------------ | ---------------------------------- | ------------------ |
| 1                 | Denver Broncos          | S 26–20            | The Meadowlands                    |                    |
| 2                 | at Miami Dolphins       | V 24–14            | Joe Robbie Stadium                 |                    |
| 3                 | Settimana di pausa      | Settimana di pausa | Settimana di pausa                 | Settimana di pausa |
| 4                 | New England Patriots    | V 45–7             | The Meadowlands                    |                    |
| 5                 | Philadelphia Eagles     | S 35–30            | The Meadowlands                    |                    |
| 6                 | at Los Angeles Raiders  | S 24–20            | Los Angeles Memorial Coliseum      |                    |
| 7                 | Settimana di pausa      | Settimana di pausa | Settimana di pausa                 | Settimana di pausa |
| 8                 | Buffalo Bills           | S 19–10            | The Meadowlands                    |                    |
| 9                 | at New York Giants      | V 10–6             | Giants Stadium                     |                    |
| 10                | Miami Dolphins          | V 27–10            | The Meadowlands                    |                    |
| 11                | at Indianapolis Colts   | V 31–17            | RCA Dome                           |                    |
| 12                | Cincinnati Bengals      | V 17–12            | The Meadowlands                    |                    |
| 13                | at New England Patriots | V 6–0              | Foxboro Stadium                    |                    |
| 14                | Indianapolis Colts      | S 9–6              | The Meadowlands                    |                    |
| 15                | at Washington Redskins  | V 3–0              | Robert F. Kennedy Memorial Stadium |                    |
| 16                | Dallas Cowboys          | S 28–7             | The Meadowlands                    |                    |
| 17                | at Buffalo Bills        | S 16–14            | Rich Stadium                       |                    |
| 18                | at Houston Oilers       | S 24–0             | Houston Astrodome                  |                    |

## Classifiche
| AFC East             | AFC East | AFC East | AFC East | AFC East | AFC East | AFC East | AFC East |
|                      | V        | S        | P        | %        | PF       | PS       | STR      |
| -------------------- | -------- | -------- | -------- | -------- | -------- | -------- | -------- |
| (1) Buffalo Bills    | 12       | 4        | 0        | .750     | 329      | 242      | V4       |
| Miami Dolphins       | 9        | 7        | 0        | .563     | 349      | 351      | S5       |
| New York Jets        | 8        | 8        | 0        | .500     | 270      | 247      | S3       |
| New England Patriots | 5        | 11       | 0        | .313     | 238      | 286      | V4       |
| Indianapolis Colts   | 4        | 12       | 0        | .250     | 189      | 378      | S4       |